# Roswitha Krause
Roswitha Krause   (Dahme/Mark, 3 de novembre de 1949) fou una nedadora i jugadora d'handbol alemanya que va competir sota bandera de la República Democràtica Alemanya durant les dècades de 1960 i 1970. Fou la primera dona en guanyar medalles als Jocs Olímpics d'Estiu en dos esports diferents.
El 1968 va prendre part en els Jocs Olímpics de Ciutat de Mèxic, on disputà dues proves del programa de natació. Guanyà la medalla de plata en la prova dels 4x100 metres lliures formant equip amb Gabriele Wetzko, Uta Schmuck i Martina Grunert, mentre en els 100 metres lliures quedà eliminada en semifinals. A partir de 1970 comença a jugar a handbol, combinant els dos esports en un primer moment, però a partir de 1973 prioritzà l'handbol es ser seleccionada per jugar amb l'equip nacional. El 1976, als jocs de Mont-real, guanyà la medalla de plata en la competició d'handbol i quatre anys més tard, als Jocs de Moscou, la medalla de bronze. En finalitzar aquests Jocs es retirà i passà a exercir d'entrenadora de natació i handbol a la Universitat Humboldt de Berlín.
En el seu palmarès també destaquen dos campionats del món d'handbol, el 1975 i 1978 i tres Copes d'Europa, així com diversos campionats nacionals de natació.